# Chevrolet Impala
Chevrolet Impala (укр. Шевроле Імпала) — культовий американський повнорозмірний автомобіль, що випускався підрозділом корпорації GM Chevrolet як модель з 1958 по 1985, з 1994 по 1996 і з 2000 по 2020 рік.
У модельному ряду автомобіль займав різне положення в залежності від року випуску. До 1965 року це був найдорожчий легковий «Шевроле». З 1965 по 1985 «Імпала» займала за ціною проміжне положення між люксовою модифікацією Chevrolet Caprice і дешевими Chevrolet Bel Air та Biscayne.
Крім того, випускалася спортивна модифікація Impala SS («Super Sport»). З 1964 по 1967 року вона позиціонувалася як окрема модель, а в інші роки, коли вона була представлена - як комплектація.
У 1994-1996 роках випускалася Impala SS, колишня спортивної модифікацією Chevrolet Caprice. З 2000 року, ім'я Impala було відроджено для автомобіля, який замінив Chevrolet Lumina, хоча й великого, за сучасними мірками, але істотно менш великого в порівнянні з попередніми поколіннями, крім того, з переднім приводом.
Під назвою «Імпала» випускалося кілька моделей, не пов'язаних одна з одною технологічно.

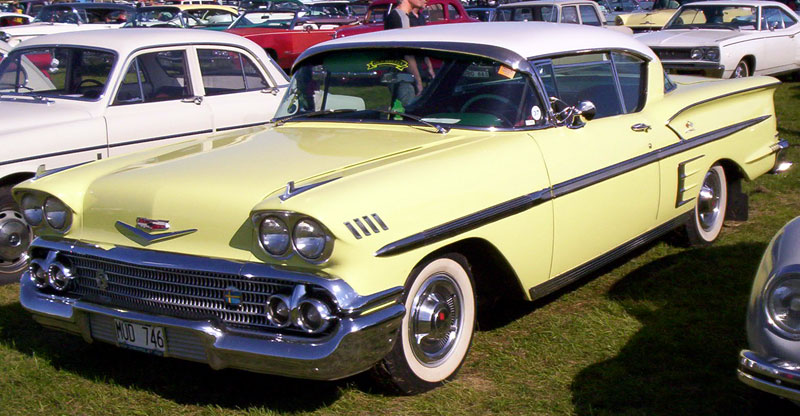
Chevrolet Impala 1 (1958)
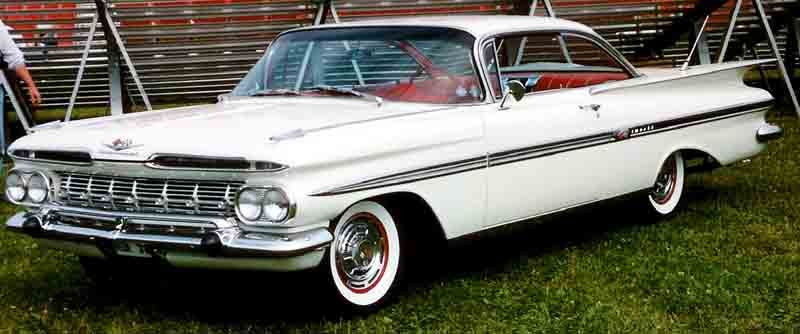
Chevrolet Impala 2 (1959-1960)
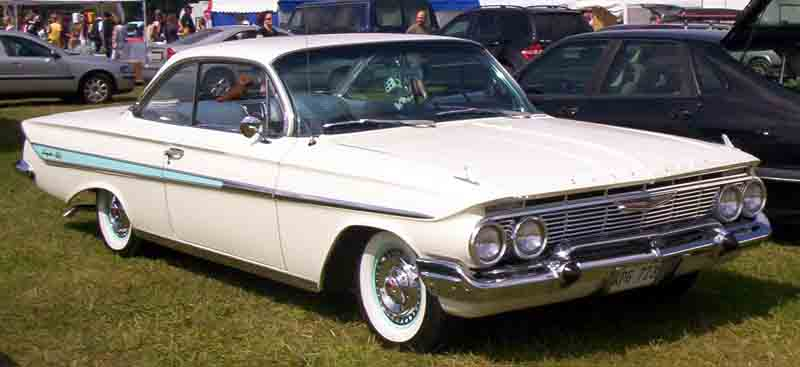
Chevrolet Impala 3 (1961-1964)
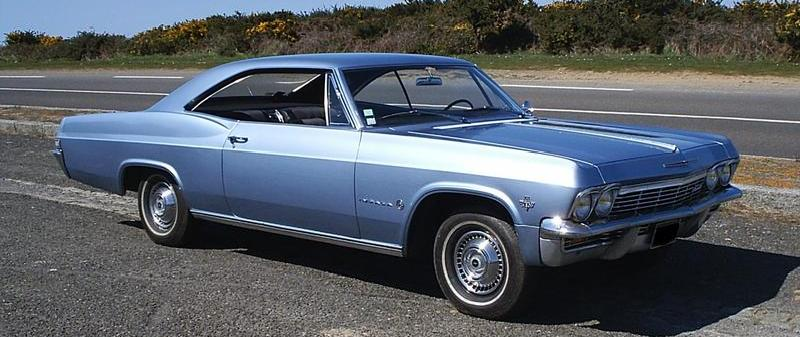
Chevrolet Impala 4 (1965-1970)

## Шосте покоління (1977-1985)

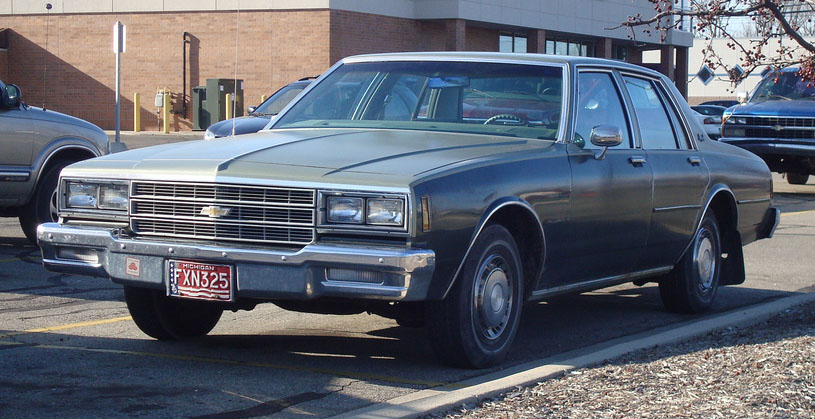
Chevrolet Impala 6 (1976–1985)

У 1976 році відбулася прем'єра нової, зменшеною в розмірі «Імпали». Рама залишилася колишньою, тільки була вкорочена. Кузов став коротшим, вужчим і вищим. Однак, за заявами виробника, незважаючи на зменшення зовнішніх розмірів автомобіля, його салон став просторішим і комфортабельнішим. Нова «Імпала» була набагато легшою і економнішою, ніж покоління 1971-76 років. Подібні зміни зазнали в ті роки практично всі американські повнорозмірні автомобілі.
Знижена витрата палива дозволила частково повернути довіру споживача, і цифри продажів знову пішли вгору. У 1977 році моделям Chevrolet Impala і Caprice були навіть присвоєно статус Автомобіль Року за версією журналу Motor Trend.
Вибір кузовів скоротився до чотиридверного седана і універсала, купе випускалося в невеликих кількостях.
Прагнення знизити витрату палива призвело до появи комплектацій з двигунами V6, і навіть з 5,7-літровим дизелем від «Олдсмобіл».
У 1980 році «Імпала» зазнала фейсліфтінг - з'явилася нова решітка радіатора з більш дрібної клітиною, нові бампера, покажчики повороту з боків від фар, салон зазнав мінімальних змін.
До середини 1980-х років, «Імпала» користувалася попитом переважно у таксомоторних компаній і поліції. У 1985 році виробництво автомобіля під цим позначенням було припинено. Одноплатформовий Chevrolet Caprice випускався в незмінному вигляді до 1990 року, після чого отримав новий кузов і в такому вигляді випускався до 1996 року.

### Двигуни
- 3.8 L V6 V6
- 3.8 L V6
- 4.1 L L6 I6
- 4.4 L small-block V8
- 5.0 L small-block V8
- 5.7 L small-block V8
- 5.7 L Olds diesel V8

## Сьоме покоління (1994—1996)

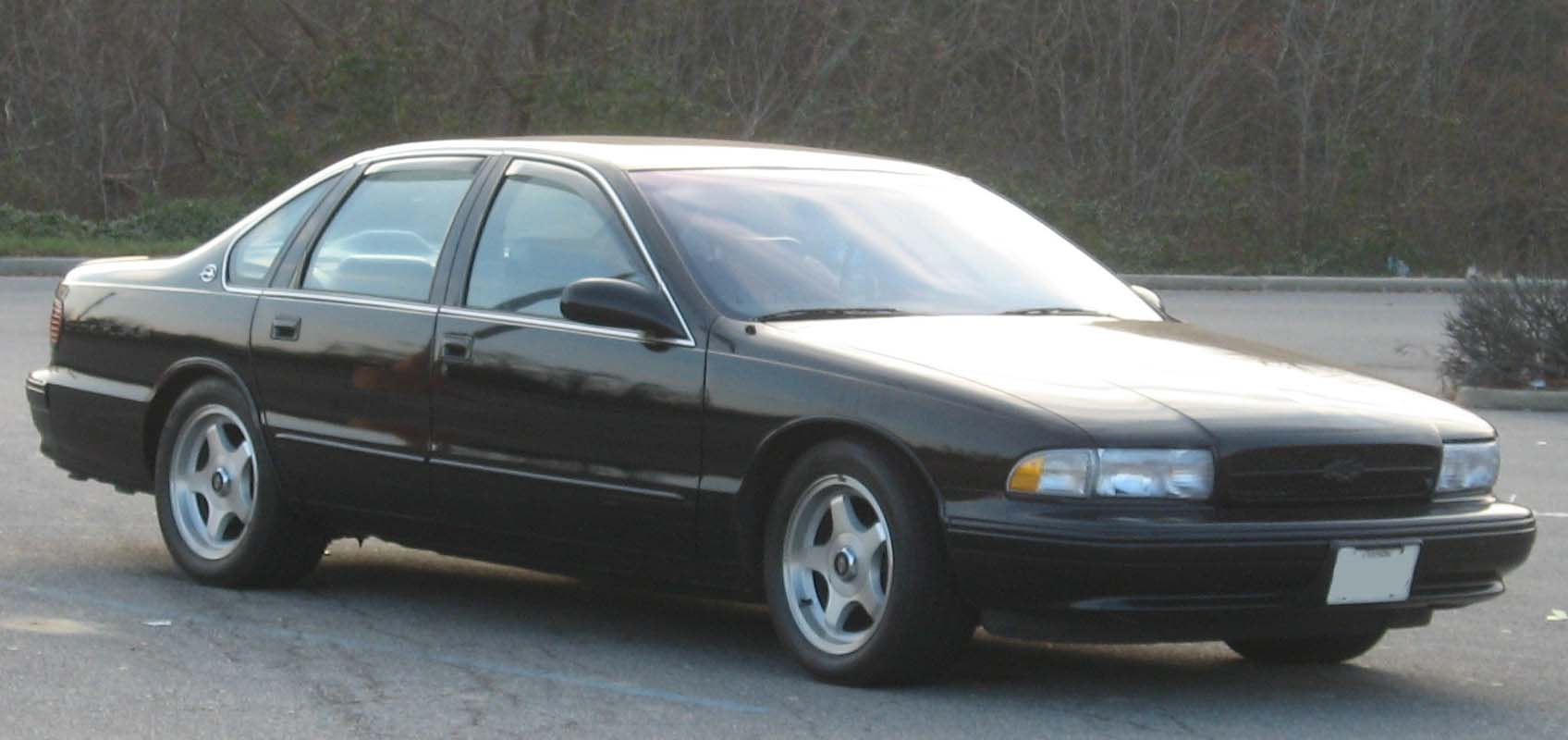
Chevrolet Impala SS (1994—1996)

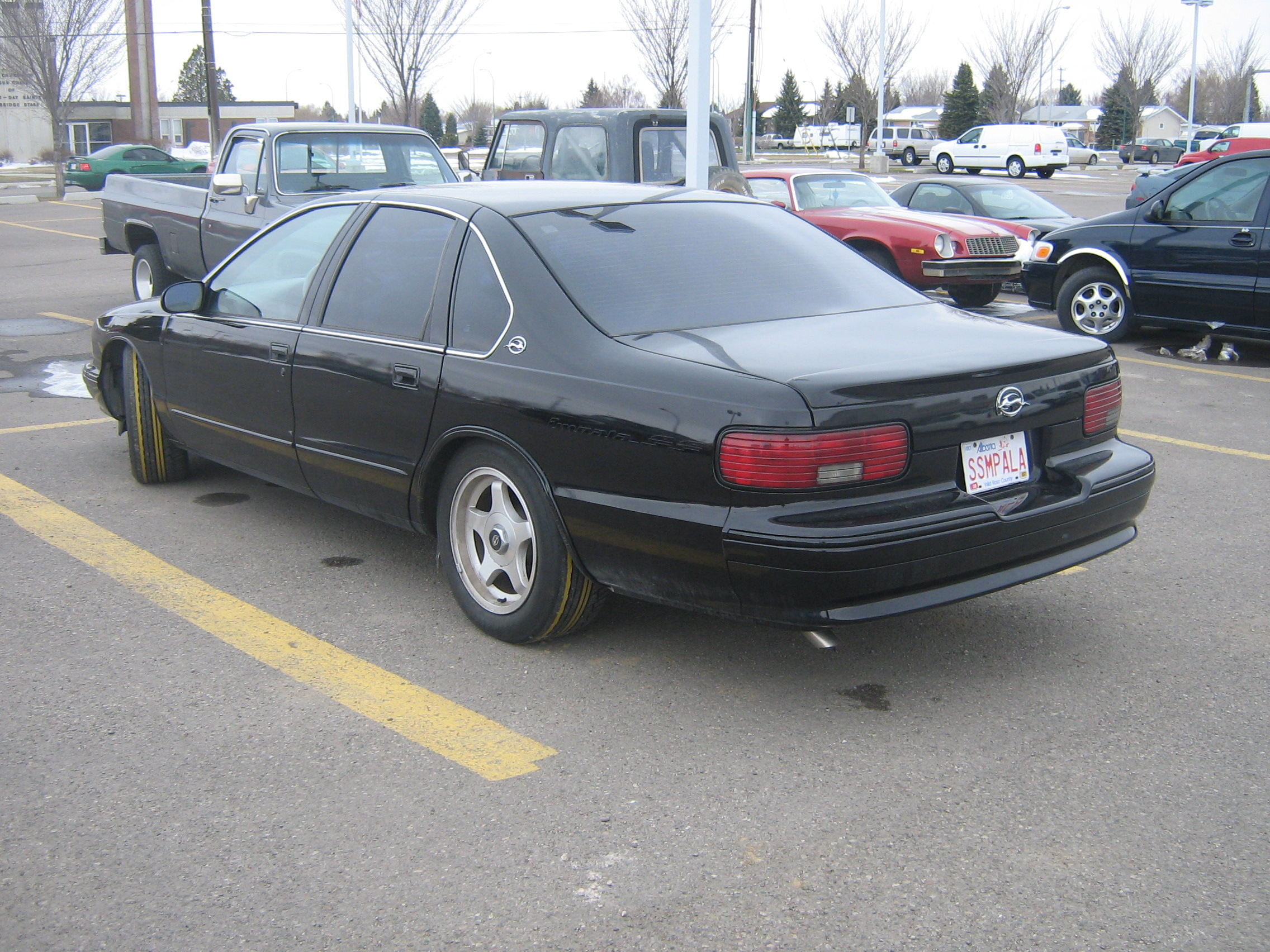
Chevrolet Impala SS (1994—1996)

Chevrolet Impala була відроджена в 1992 році на Детройтському автосалоні в вигляді концепт-кара, розробленого під керівництвом дизайнера GM Джона Мосса. Концепт-кар був на 5 см нижчий за звичайний Caprice з двигуном в 8,2 літра. В остаточному підсумку, на серійному автомобілі був встановлений дефорсований двигун LT-1 від Corvette (інші головки блоку, колінвал і т. д.).
У 1994 році, через 14 місяців, автомобіль був запущений у виробництво на заводі GM в місті Арлінгтон, штат Техас (Arlington, Texas); зовні автомобіль повністю копіював концепт-кар за винятком хромованої емблеми «Шевроле» на решітці радіатора (на концепт-карі вона була червоного кольору).
У ці роки «Імпала» пропонувалася в єдиній комплектації SS. Технічно машина використовувала поліцейський пакет Caprice 9C1 в якості базового, що включав в себе більшу частину обладнання, раніше доступного тільки для співробітників правоохоронних органів і державних установ: укорочені і більш жорсткі амортизатори і пружини (нижчі на 1 дюйм), задні дискові гальма (ставилися на Caprice 9C1 з 1994 року), подвійний вихлоп.
Impala SS була оснащена головною парою 3.08 заднього диференціала підвищеного тертя (на відміну від опціонального оснащення диференціалом підвищеного тертя G80 на Caprice). Налаштування двигуна LT1 5.7 літра Chevrolet small block gen 2 V8 є єдино доступним для Impala SS, 260 кінських сил і 450 Нм крутного моменту. Основна відмінність між LT1 в Impala SS і LT1, встановленого в Corvette і Camaro, полягало в тому, що на двигун Impala були встановлені чавунні головки блока замість алюмінієвих (на Camaro встановлені алюмінієві головки блоку, відмінні від встановлених на двигунах Corvette), розподільний вал, розроблений для збільшення обертового моменту на низьких оборотах (Impala SS), також на Corvette і Camaro були встановлені різні розподільчі вали для збільшення кінських сил на високих оборотах двигуна. Іншою відмінністю блоків циліндрів LT1 для Impala SS було використання двоболтового кріплення бугелів колінвалу, в той час як LT1 для Corvette було 4 болти. Зовні машина являла собою кузов Chevrolet Caprice з модифікованим екстер'єром. Існувало 4 варіанти забарвлення: чорний (автомобілі 1994 модельного року пропонувалися тільки в чорному кольорі), сіро-зелений і вишневий. Автомобіль відрізнявся 17-дюймовими (430 мм) колесами з шинами 255/50ZR17, спойлером на кришці багажника, рядом унікальних шильників і деталей на кшталт решітки радіатора і задньої стійки даху з фірмовою емблемою «Імпали», а також шкіряним салоном сірого кольору.
Урочиста церемонія з приводу виходу з конвеєра останньої Chevrolet Impala SS відбулася на заводі 13 грудня 1996 року. Вся лінія автомобілів на базі кузова моделей B/D-body, що складається з Chevrolet Caprice, Impala SS, Buick Roadmaster і Cadillac Fleetwood, була знята з виробництва компанією General Motors, так як вона хотіла вивільнити більше складальних ліній для виробництва більш вигідних позашляховиків. Свою роль в ухваленні рішення про припинення виробництва зіграв той факт, що з усієї лінії автомобілів з кузовом моделі B тільки Caprice завоював значну частку ринку автомобілів, і то завдяки державній закупці (незважаючи на те, що були закуплені великі кількості автомобілів, компанія не отримала особливо великого прибутку через малу вартість продажу).
Всього виготовили 69 768 автомобілів Chevrolet Impala SS.

### Двигун
- 5.7 л LT1 V8 260 к.с. 447 Нм

## Восьме покоління (2000–2005)

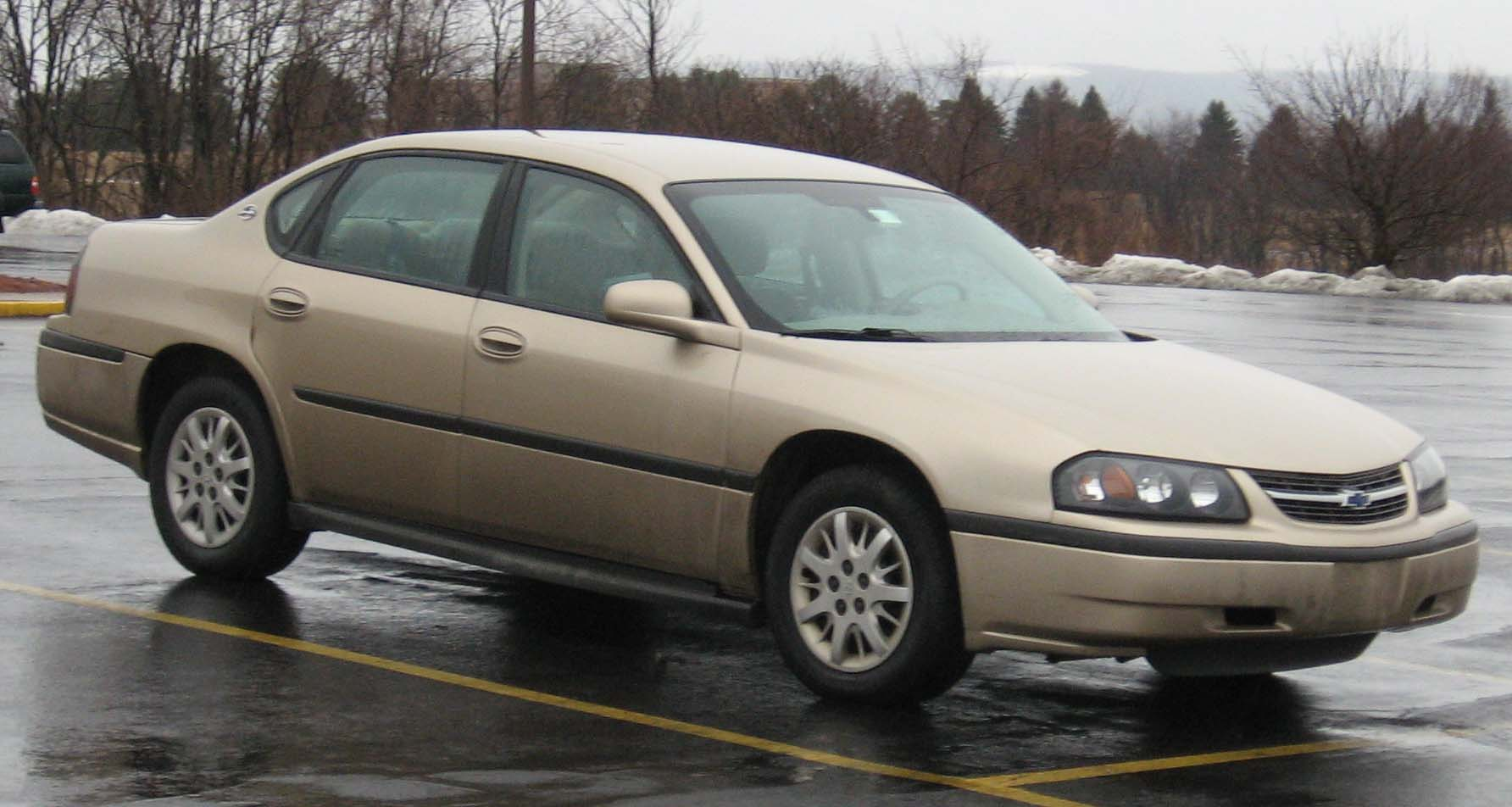
Chevrolet Impala 8

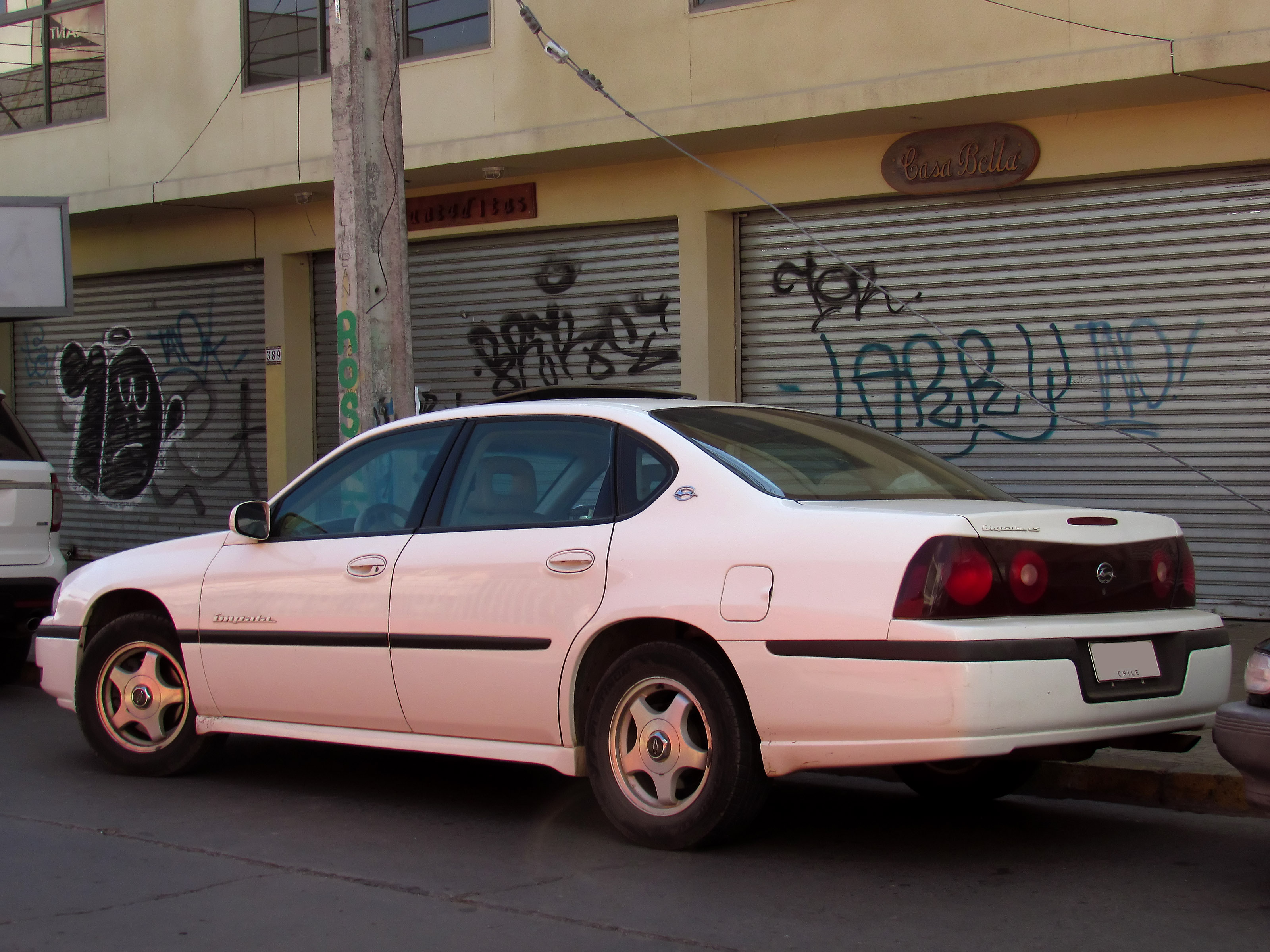

Виробництво моделі Chevrolet Impala відновили в 2000 році в рамках програми "Hi-Mid", яка передбачала заміну моделі Chevrolet Lumina. Автомобіль отримав модернізовану платформу W-body від Lumina і виготовлявся на заводі Oshawa Car Assembly в Ошаві, Онтаріо, Канада. На відміну від попередніх Impala, побудованих на платформі B-body, ця модель була передньопривідна і комплектувалась виключно двигунами V6. Новий Impala SS з двигуном L67 V6 з турбонаддувом представлений в 2003 році.

### Двигуни
- 3.4 л LA1 V6 183 к.с. 278 Нм
- 3.8 л L36 V6 203 к.с. 305 Нм
- 3.8 л L67 V6 SC 240 к.с. 380 Нм

## Дев'яте покоління (2006–2016)

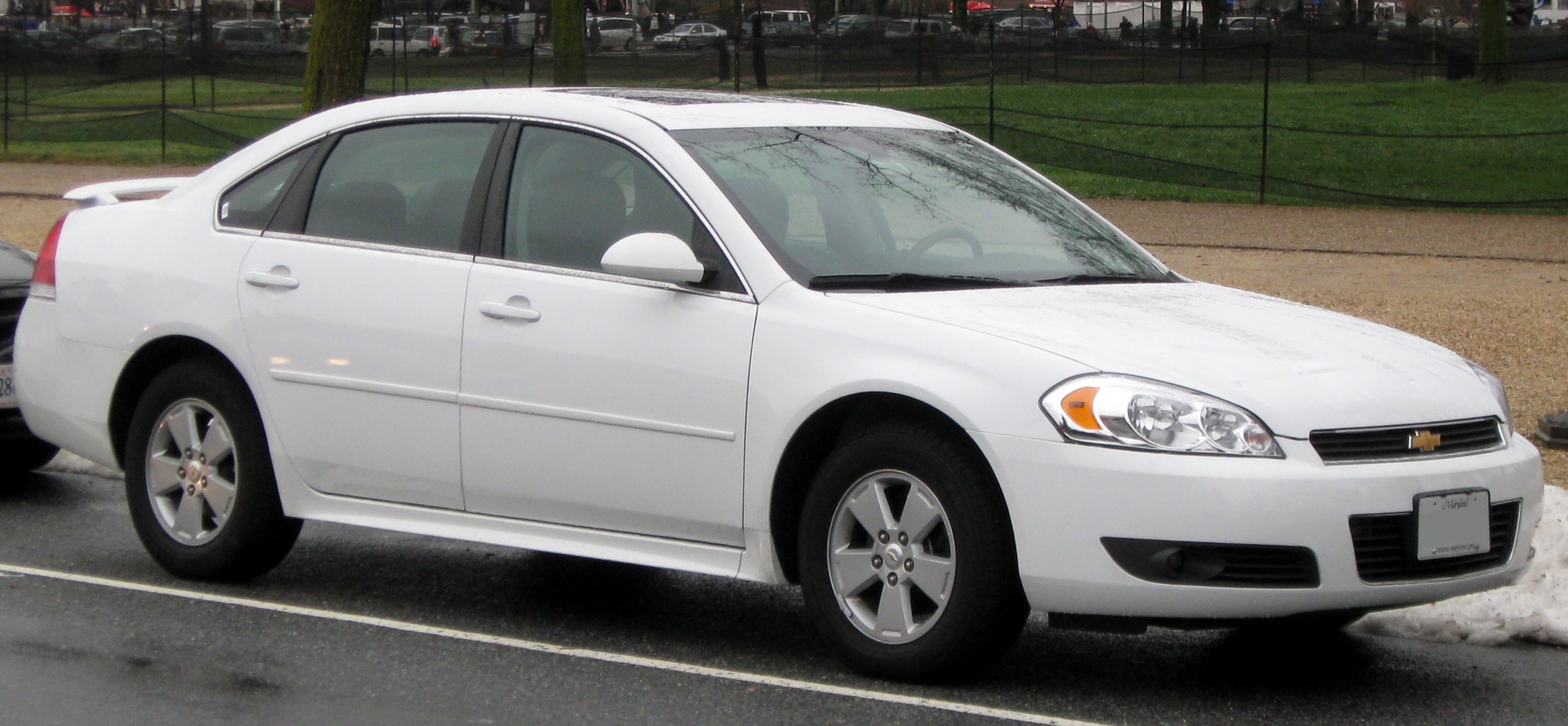
Chevrolet Impala 9

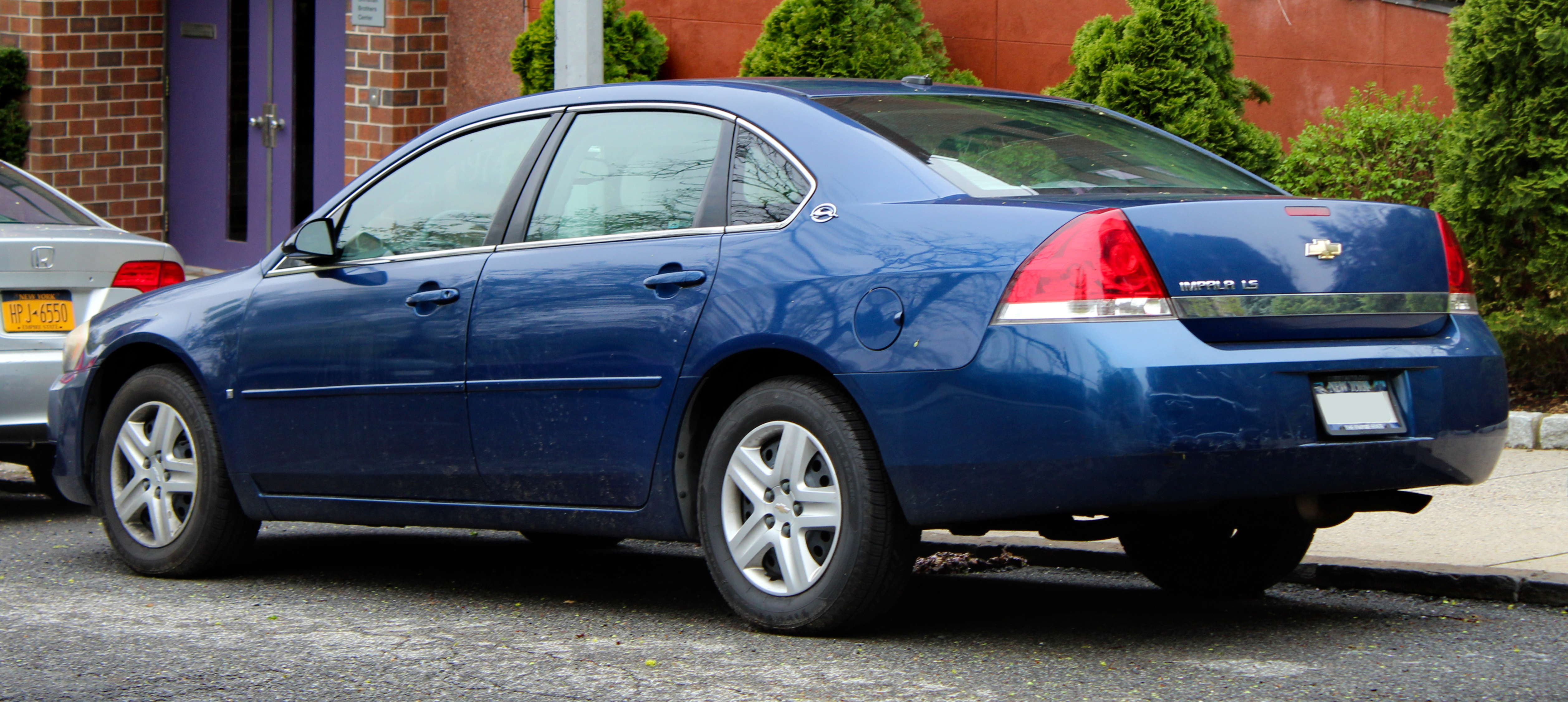
Chevrolet Impala 9

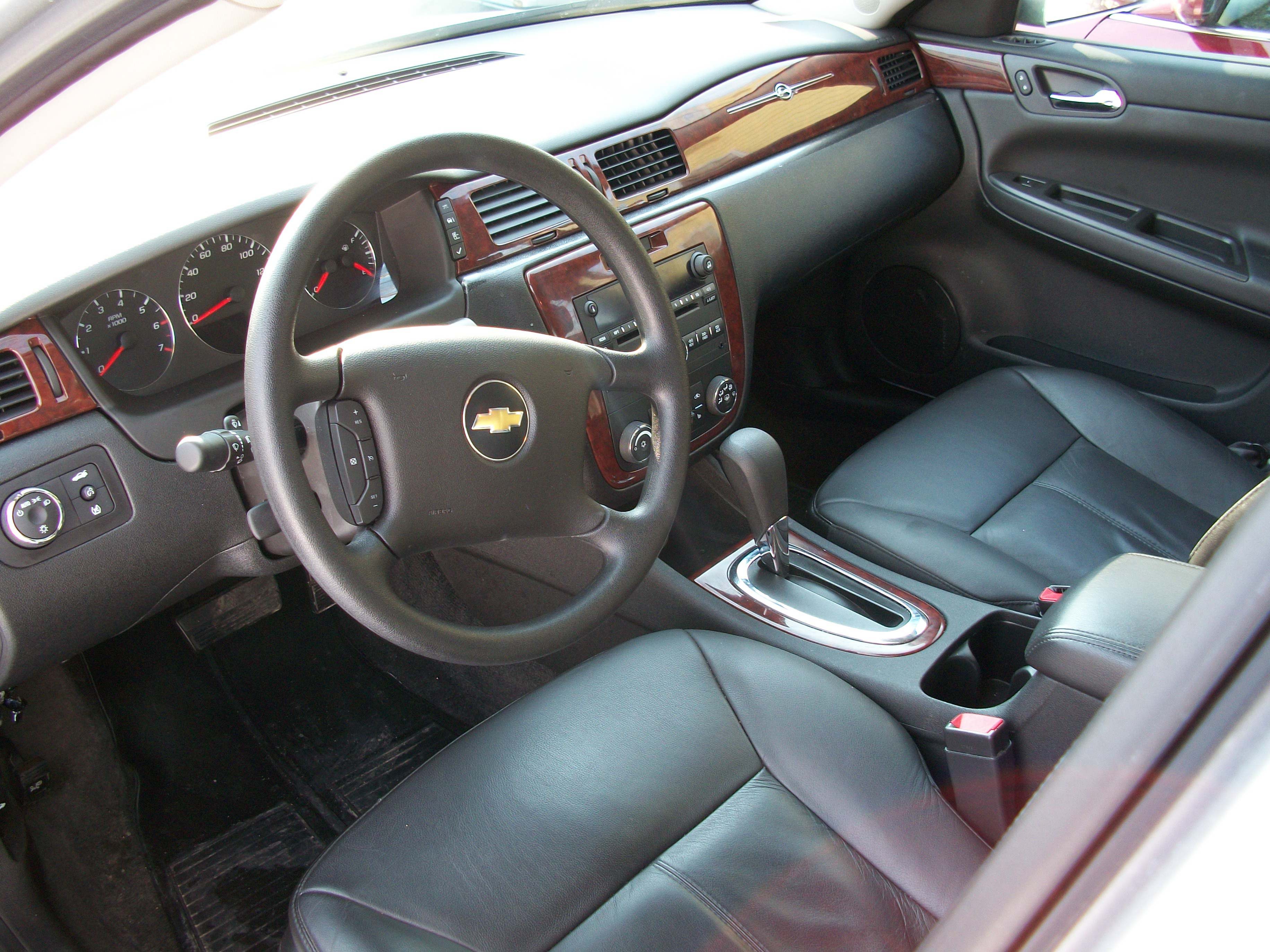
Chevrolet Impala 9

Impala дев'ятого покоління була представлена на автосалоні у Лос-Анджелесі в січні 2005 року. Як і Buick Lacrosse, Impala використала оновлену платформу GM W-body. Базовий двигун 3,5 л V6 потужністю 211 к.с. крутним моментом 290 Нм при 4000 об/хв. Ця Impala була укомплектована новими задніми ліхтарями, що відрізняються від стилю попереднього покоління. Ця модель в основному продавалася для різноманітних служб, приватні покупці становили лише чверть продажів.
Модель SS використовувала 5,3 л LS4 V8 потужністю 303 к.с.
Автомобіль описується прессом як досить комфортабельний, безпечний (рейтинг NHTSA - 5 зірок за лобове зіткнення і бічний удар в зону переднього сидіння, 4 за бічний удар в зону заднього сидіння та удар ззаду) і, дивлячись по попереднє поколінню, потенційно надійний; недоліками є застаріла 4-швидкісна АКПП (MSN Autos), погана задня оглядовість при відсутності парктроніка (MSN Autos), недостатня плавність ходу на поганому покритті (Cars.com) і т.д.

### Двигуни
- 3.5 л LZ4 V6
- 3.5 л LZE V6
- 3.6 л LFX V6 302 к.с. 355 Нм
- 3.9 л LZ9 V6
- 3.9 л LGD V6
- 3.9 л LZ8 V6
- 3.9 л LZG V6
- 5.3 л LS4 V8 303 к.с. 438 Нм

## Десяте покоління (2013–2020)

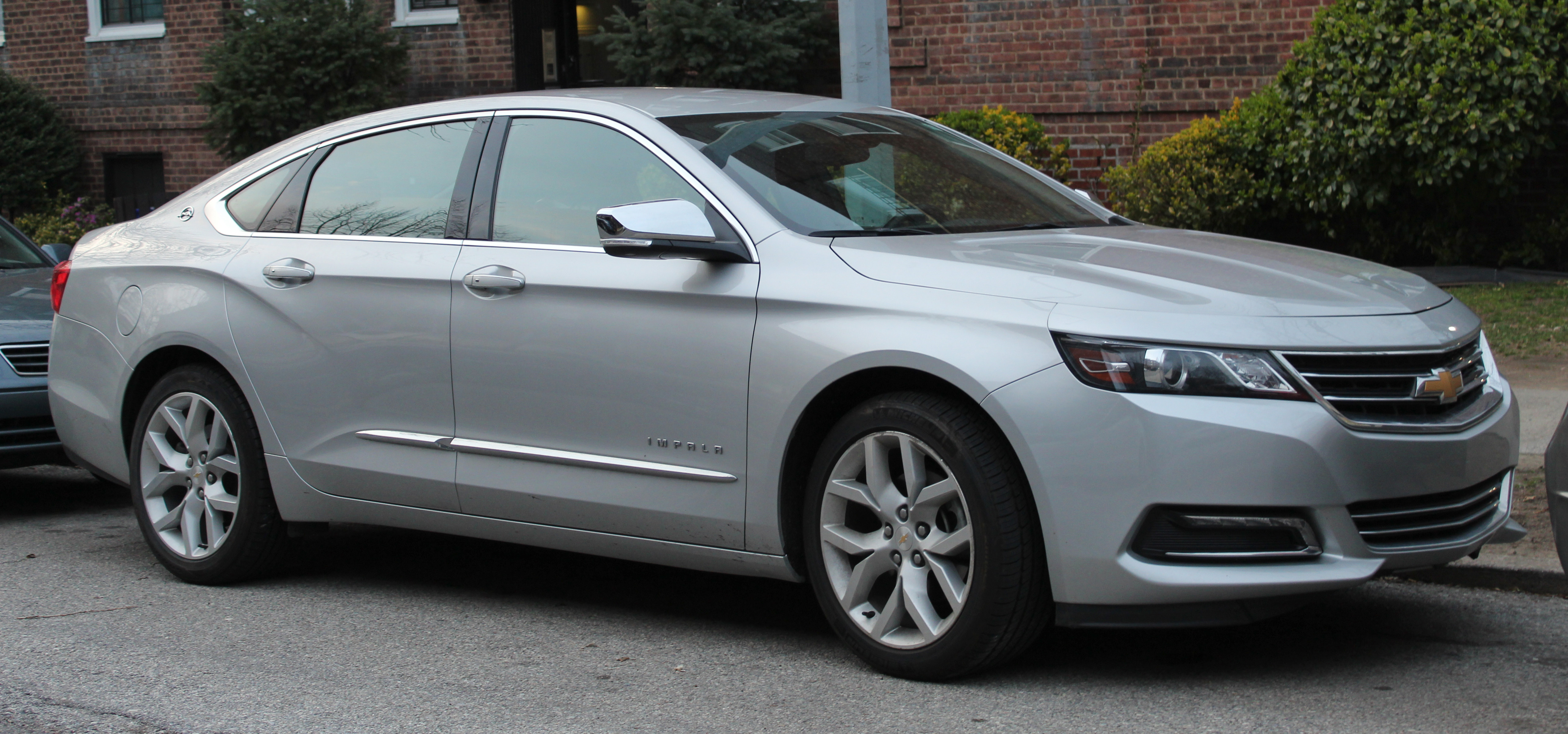
Chevrolet Impala 10

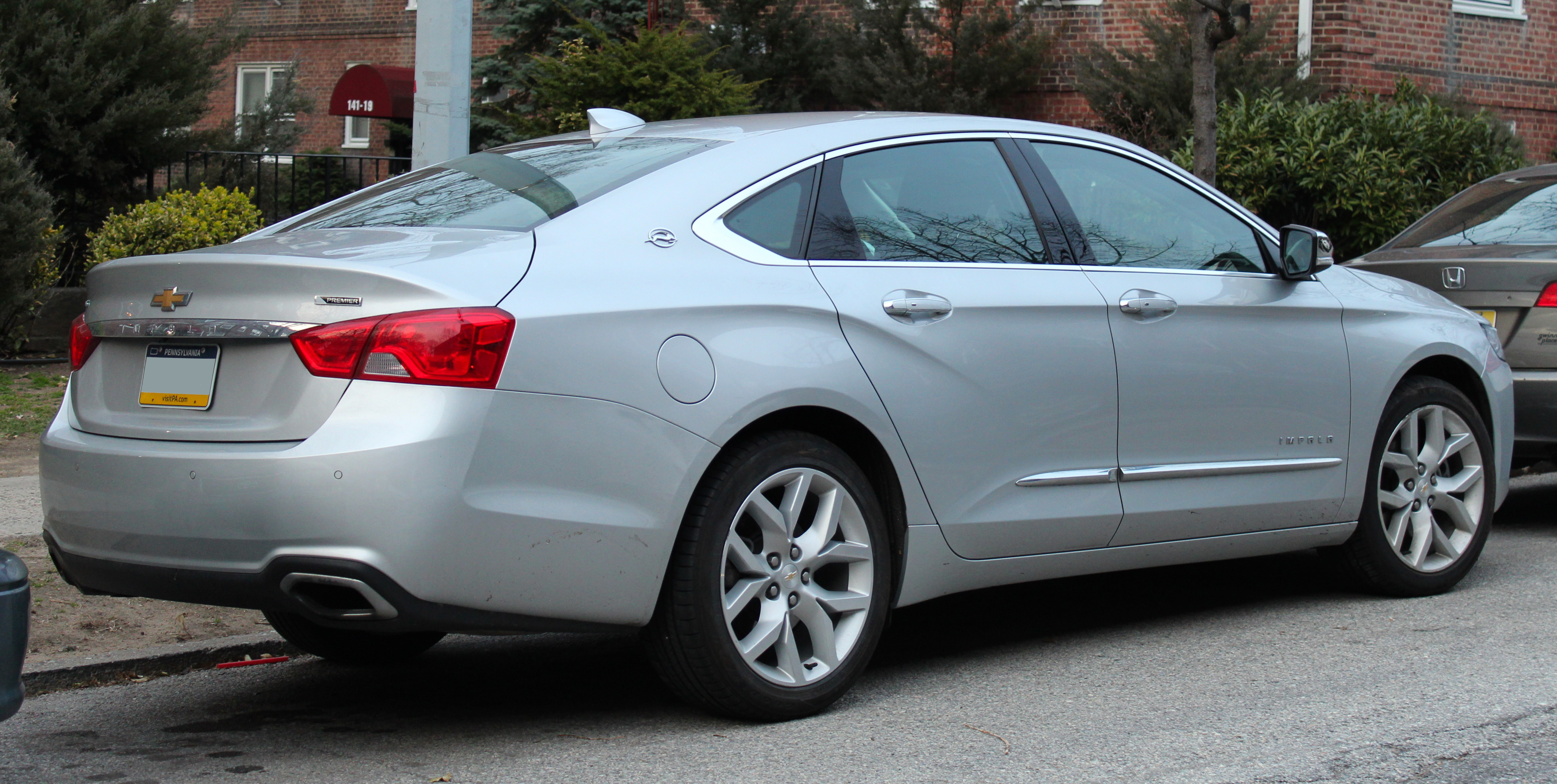
Chevrolet Impala 10

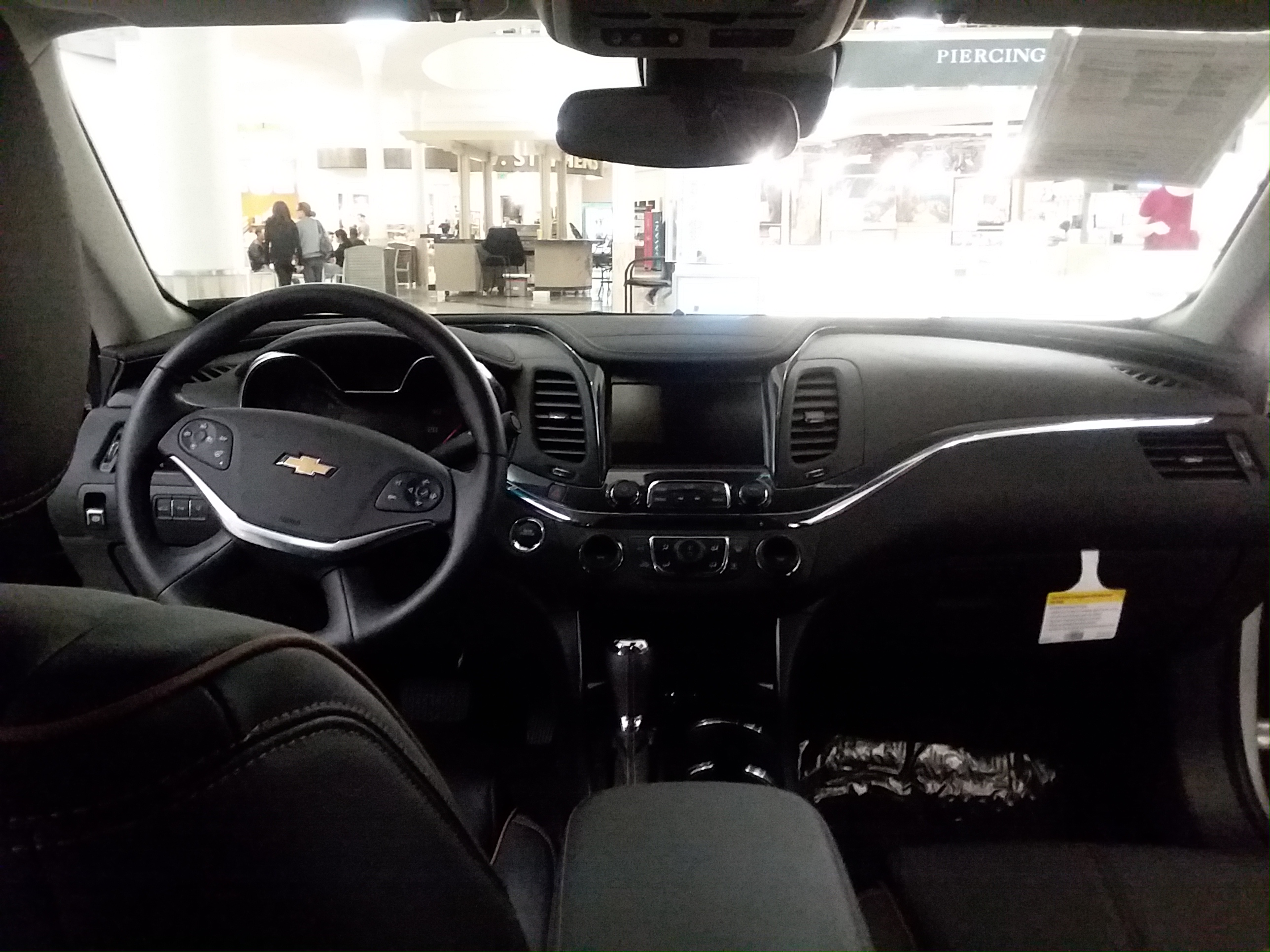

На автосалоні в Нью-Йорку 2012 року дебютує Chevrolet Impala нового покоління.
Автомобіль, буде побудований на розтягнутій платформі Epsilon II, вона ж лежить в основі седана Cadillac XTS.
За час існування седан неодноразово змінювався. Після останніх оновлень світ побачила модель 2016 року. Сучасні автомобілі виглядають зовсім не так, як їх предки, але це не завадило версії 2016 року привернути увагу публіки. Представлений у привабливій обгортці та оснащений сучасним обладнанням, Impala складає хорошу конкуренцію Ford Taurus, Chrysler 300 та Toyota Avalon. Відсутність повного приводу седан компенсує такими унікальними елементами, як бездротова зарядка мобільних девайсів та двопаливний двигун. Останній використовує як звичайний бензин, так і стиснений газ. Окрім цього Impala пропонує просторий, зручний салон, неперевершені елементи безпеки та атмосферний V6 двигун, який вважається одним із самих потужних у класі. До переваг автомобіля, також, відносяться плавність ходу, точне управління та пристойний рівень економії. Моделі 2016 року отримали можливість підтримки CarPlay від Apple та функцію бездротової зарядки мобільних приладів. Окрім декількох нових кольорів, для комплектації LT запропоновані шкіряні сидіння. Як опція представлена Impala Midnight Edition для LTZ. 

### Двигуни
Моторна гамма Chevrolet Impala буде складатися з трьох двигунів. На вибір покупців бензинові «четвірки» 2,4 (182 к.с.) і 2,5 (195 к.с.), а також 303-сильний V6 об'ємом 3,6 л. Всі мотори працюють безальтернативно в парі з шестиступеневим «автоматом». Автомобіль з'явиться у продажу тільки наступного року.
- 2.4 л LUK Ecotec I4 eAssist 182 к.с. 233 Нм
- 2.5 л LKW Ecotec I4 196–197 к.с. 252–259 Нм
- 3.6 л High Feature LFX V6 305 к.с. 358 Нм

## Продажі в США
| Календарний рік | Продажі в США |
| --------------- | ------------- |
| 2008            | 265,840       |
| 2009            | 165,565       |
| 2010            | 172,078       |
| 2011            | 171,434       |
| 2012            | 169,351       |
| 2013            | 156,797       |
| 2014            | 140,280       |
| 2015            | 116,825       |
| 2016            | 97,006        |
| 2017            | 75,877        |
| 2018            | 56,556        |